# Gibraltar (film, 1964)
Pour plus de détails, voir Fiche technique et Distribution.
Gibraltar est un film franco-italo-espagnol réalisé par Pierre Gaspard-Huit, sorti en 1964.

## Fiche technique
- Titre : Gibraltar
- Autre titre : Alerte à Gibraltar
- Réalisation : Pierre Gaspard-Huit
- Assistant réalisateur : Juan Luis Buñuel
- Scénario : Jacques Companeez[1], Jean Stelli et Pierre Gaspard-Huit
- Dialogues : Robert Thomas
- Photographie : Cecilio Paniaqua
- Son : Antoine Petitjean
- Montage : Louisette Hautecoeur
- Musique : André Hossein
- Production :  Ciné Alliance - Filmsonor Marceau - Speva films - Cinematografica Federiz - Tecisa Film
- Durée : 100 minutes
- Date de sortie : 
  - France : 29 janvier 1964

## Distribution
- Gérard Barray
- Hildegard Knef
- Bernard Dhéran
- Geneviève Grad
- Fausto Tozzi
- Jean Ozenne
- Madeleine Clervanne
- Jacques Seiler

## À propos du film
Ce film est un remake du film de 1938 Gibraltar (réalisateur : Fedor Ozep)